# LHS 2520
Désignations
LHS 2520, également connu sous le nom de Gliese 3707, est une naine rouge de la constellation du Corbeau. Avec une magnitude apparente de 12,08, elle est trop faible pour être vue à l’œil nu.

## Propriétés
Il s'agit d'une naine rouge de type spectral M3,5V ; c'est une petite étoile froide, dont la température de surface est de 3 675 K. L'étoile est distante de ∼ 40 a.l. (∼ 12,3 pc) de la Terre et elle s'en éloigne avec une vitesse radiale de +80 km/s.

## Dans la culture
Dans Action Comics n°14 (paru en janvier 2013), publié le 7 novembre 2012, Neil deGrasse Tyson apparaît dans le récit, où il détermine que la planète d'origine de Superman (Krypton) orbite autour de LHS 2520. Tyson a aidé DC Comics à sélectionner une véritable étoile, qui serait un hôte approprié pour Krypton. L'étoile fut choisie dans la constellation du Corbeau car il est l'animal mascotte du lycée de Superman, les Smallville Crows.